# San Jerónimo (Colombia)
San Jerónimo è un comune della Colombia facente parte del dipartimento di Antioquia.
Il centro abitato venne fondato da Francisco de Herrera y Campuzano nel 1616, mentre l'istituzione del comune è del 1757.